# Air Tractor AT-400
Air Tractor AT-400 — серія сільськогосподарських літаків, виробництва американської компанії Air Tractor («Повітряний трактор»). Перший політ у вересні 1979 року. Сертифікат типу отриманий від FAA у квітні 1980 року. Поршневий моноплан з низько розташованим крилом і триточкове посадочне шасі з підкілевою стійкою. Оснащений пристроєм для розпилення добрив і отрутохімікатів.

## Модифікації
- AT-400 — AT-301 з канадським двигуном Pratt & Whitney PT6A-15AG і 1510-літровим хімічним баком
  - AT-400A — AT-301 з двигуном PT6A-20
- AT-401 — AT-301 зі збільшеним розмахом крила
  - AT-401A — AT-400 з польським двигуном PZL-3S
- AT-402 — AT-401 з двигуном PT6A

## Специфікація (AT-401)
- Екіпаж — 1 пілот
- Ємність хімічного бака — 1510 літрів (400 галонів)
- Довжина — 8.23 м
- Розмах крила — 13.75 м
- Висота — 2.59 м
- Маса порожнього — 1950 кг
- Злітна маса — 4080 кг
- Силова установка — 1 радіальний поршневий двигун Pratt & Whitney R-1340 450 кВт / 600 к.с.
- Максимальна швидкість — 250 км/год
- Дальність польоту — 1015 км

## См. також
- AT-300 — AT-400 — AT-501 — AT-602 — AT-802